# Телеграф (вестник)
„Телеграф“ е български национален всекидневник.
За първи път излиза на 25 ноември 2002 година с името „Виж“, като продукт на „Пресгрупа Монитор“ с цена от 30 стотинки.
От 1 януари 2005 година е преименуван на „Телеграф“.
През юли 2007 година – по време на Тройната коалиция, вестниците от пресгрупа „Монитор“ – „Монитор“, „Телеграф“ и „Политика“ – се сдобиват с нов собственик: „Нова българска медийна група“ с едноличен собственик бившата държавна служителка и бивш директор на Българския спортен тотализатор Ирена Кръстева.
На 12 декември 2007 година при отказ на ръководството да окаже подкрепа на пребития свой кореспондент от Бургас Асен Йорданов осем журналисти напускат вестника – Диана Донкова, Мариета Томова, Ирина Атанасова, Владимир Клисуров, Любен Лесидренски, Стефан Топузов, Виктор Гергински и Георги Бойков. В разпространено тогава съобщение до медиите бяха оповестени мотивите за напускането:
Ръководството на „Нова българска медийна група“, от която е част вестник „Телеграф“, отказа да подкрепи пребития ни колега и да потърси съдействие от органите на МВР за разрешаване на случая. Твърдо сме убедени, че тези действията са предпоставка подобни посегателства срещу свободата на словото да се случват безнаказано, и знаем, че това може да се случи с всеки от нас, затова напускаме „Телеграф“.
Вестникът, който всички ние създадохме, никога не е падал толкова ниско. Решени сме да запазим духа му дори ако се налага това да е в ново издание и за сметка на лични средства.
На 21 януари 2021 водещият доставчик на телекомуникационни услуги и издател на медии в Югоизточна Европа – „Юнайтед груп“, обявява, че е постигнал споразумение със собственика на медийната група, издаваща вестник „Монитор“ – дружеството еднолична собственост на Делян Пеевски -„Инстръст“, за закупуването на „Вестник Телеграф“ЕООД. От „Юнайтед груп“ уточняват, че „Вестник Телеграф“ ЕООД издава освен „Монитор“ и ежедневника „Телеграф“, спорния вестник „Мач Телеграф“, седмичника „Политика“, англоезичния седмичник „Юропост“ и регионалното издание „Борба“ (50%). „Развълнувани сме да обявим тази сделка. България е привлекателен пазар за „Юнайтед груп“ и „Телеграф“ допълва останалите ни медийни активи, добавяйки липсващия вестникарски компонент“, обявява изпълнителният директор на „Юнайтед груп“ Виктория Боклаг. На 16 март 2021 г. от групата обявяват, че сделката е приключена, като „Юнайтед груп“ придобива изданията през дъщерното си дружество „Нет инфо“